# 7201-es mellékút (Magyarország)
A 7201-es számú mellékút egy rövid, négy számjegyű mellékút Fejér vármegyében. Fő funkciója Úrhida település elérésének biztosítása, de egyben alternatívát kínál a 8-as főút elkerülésére is azok számára, akik Székesfehérvár és a Balaton keleti medencéje közötti települések bármelyikére igyekeznek, illetve onnan indulnak az ország keletibb részei felé. Érdekessége, hogy egyik végpontján sem érintkezik állami közúttal, végponti végén zsákutcaszerűen ér véget.

## Nyomvonala
Székesfehérvár déli részén ágazik ki észak felé a Balatoni útból, amely a várost elkerülő gyorsforgalmi útszakasz átadása előtt a 7-es főút részét képezte (a főút a régi kilométer-számozás szerint itt a 72. kilométere körül járt). Egy körforgalmú csomópontból indul, a Nagykárolyi utca betorkollásával átellenben, nyugat felé, Lugosi utca néven; alig 150 méter után egy újabb körforgalomba ér, onnantól nyugatnak fordul és a továbbiakban az Úrhidai út nevet viseli.
1,4 kilométer után lép át Sárszentmihály területére; 1+700-as kilométerszelvényénél felüljárón elhalad a 7-es főút elkerülő szakasza fölött (a főút itt kevéssel a 77. kilométere előtt jár), majd a 2+500-as kilométerszelvényénél kiágazik belőle észak-északnyugat felé, a zsákfalunak számító Sárpentele központjába az 1,5 kilométer hosszú 72 103-as út.
4. kilométerénél keresztezi a Sárvíz és a Sárvíz-malomcsatorna folyását, majd a 4+400-as kilométerszelvényénél a 7202-es utat is, ami itt kicsivel a 3+300-as kilométerszelvénye előtt jár. Egyúttal a korábbi irányához képest délebbi irányt vesz, majd 4,8 kilométer megtétele után beér Úrhida területére. Ott ér véget, az országos közutak térképes nyilvántartását szolgáló kira.gov.hu adatbázisa szerint 6,549 kilométer megtétele után.

## Története
Egy 354 méteres szakaszát (a 4+470 és a 4+824 kilométerszelvények között) 2019 második felében újítják fel, a Magyar Falu Program útjavítási pályázatának I. ütemében, Úrhida település területén.